# سارا فضیلت
سارا فضیلت (به آلمانی: Sara Fazilat) (زاده ۲۳ فوریه ۱۹۸۷ در تهران) هنرپیشه ایرانی-آلمانی است. او در فیلم‌ها و مجموعه‌های تلویزیونی مختلف آلمانی در دههٔ ۲۰۱۰ ظاهر شد و برای نقش اصلی در فیلم درام نیکو (۲۰۲۱) ستوده شده و دو جایزهٔ فیلم باواریا و مکس افولز را برای بهترین بازیگر نسل جوان دریافت کرد. او در سال ۲۰۲۲ در فیلم عنکبوت مقدس به کارگردانی علی عباسی ایفای نقش کرد.

## زندگی و حرفه
سارا فضیلت پس از تولد در تهران در برمن بزرگ شد. زبان مادری او آلمانی و فارسی است. او در دوران کودکی و نوجوانی رقص و نواختن گیتار را آموخت. او از کلاس هفتم در مدرسهٔ دوزبانه هرمان بوز شرکت کرد و در آنجا دوره‌های هنرهای نمایشی را گذراند و اشتیاق خود را به بازیگری کشف کرد.
پس از فارغ‌التحصیلی از دبیرستان، فضیلت یک دوره کارآموزی را در تئاتر برمن گذراند و آموزش بازیگری را نزد گابریله مولر-لوکاس گذراند. او در سال ۲۰۰۸ به لندن رفت و در مدرسه موسیقی و درام گیلدهال و آکادمی سلطنتی هنرهای دراماتیک تحصیل کرد. برخی از درخواست‌های بازیگری باعث شد سارا فضیلت در سال ۲۰۱۱ به آلمان برگردد و اکنون به پایتخت و شهر سینمایی برلین برود. در سال‌های اولیه برای فیلم‌های مختلف آکادمی فیلم و تلویزیون آلمان برلین جلوی دوربین رفت و در سال ۲۰۱۲ در «نظریه نسبیت عشق» اثر اتو الکساندر یاررایس در کنار کاتیا ریمان و اولی دیتریچ روی پرده سینما ظاهر شد.
فضیلت علاوه بر نقش مهمان در سریال صحنه جرم و هشدار برای کبرا ۱۱ از آرتی‌ال، در سال ۲۰۱۴ در کنار الکساندرا نلدل نقش اصلی را در سریال فقط روزا از آ.ار.د به دست آورد. فیلم داستانی عروسک که به کارگردانی سباستین کوتزلی و با همکاری کورینا هارفوش فیلمبرداری شد، رتبه «فیلم ارزشمند» را دریافت کرد.
در سال ۲۰۲۱، او تولید و نقش اصلی در درام نیکو را برعهده گرفت که در نویسندگی آن نیز مشارکت داشت. این فیلم در چهل و دومین جایزه جشنواره فیلم مکس افولز اکران شد و فضیلت در بخش بهترین بازیگر جوان جایزه گرفت. سال بعد او جایزه فیلم باواریا را برای بهترین بازیگر زن جوان برای نیکو دریافت کرد.
سارا فضیلت در برلین زندگی می‌کند.

## گزیده فیلم‌شناسی
| سال       | عنوان                              | عنوان اصلی                                      | یادداشت |
| --------- | ---------------------------------- | ----------------------------------------------- | --- |
| ۲۰۰۷      | سفر مبهم                           | Obscurity Voyage                                | |
| ۲۰۰۷      | نوسفراتین                          | Nosferatin                                      | |
| ۲۰۰۸      | کفش‌های قرمز                        | Rote Schuhe                                     | |
| ۲۰۰۹      | هیولا                              | Ungeheuer                                       | |
| ۲۰۰۹      | صحنه جرم: صف خانواده               | Tatort: Familienaufstellung                     | |
| ۲۰۱۰      | خداحافظی                           | Khodahafezi                                     | |
| ۲۰۱۱      | توقف                               | Stillstand                                      | |
| ۲۰۱۱      | راه خودت را برو                    | Geh Deinen Weg                                  | |
| ۲۰۱۱      | نظریه نسبیت عشق                    | Die Relativitätstheorie der Liebe               | |
| ۲۰۱۲      | سالن                               | Salon                                           | |
| ۲۰۱۲      | روزهای زحل                         | Saturntage                                      | |
| ۲۰۱۳      | عروسک                              | Puppe                                           | |
| ۲۰۱۳      | هشدار برای کبرا ۱۱                 | هشدار برای کبرا ۱۱                              | نقش مهمان |
| ۲۰۱۳      | مُهر                                | Stempel                                         | |
| ۲۰۱۵–۲۰۱۶ | فقط روزا                           | Einfach Rosa                                    | سری فیلم (از ۲۰۱۵ تا ۲۰۱۶) |
| ۲۰۱۵      | منطقه شهری                         | Großstadtrevier                                 | سریال تلویزیونی |
| ۲۰۱۵–۲۰۲۱ | فوکسین                             | Die Füchsin                                     | سریال جنایی تلویزیونی، در اپیزودهای «سفرهای تاریک»، «ردپا در هالده»، «ردپا در گذشته»، «در قفس طلایی»، «زیبا و مرده»، «شکار» و «رومئو باید بمیرد» ظاهر شد. |
| ۲۰۱۹      | چک چک                              | Check Check                                     | ۲۰۱۹ تا ۲۰۲۱ |
| ۲۰۲۰      | کمیسر و خشم                        | Der Kommissar und die Wut                       | سری فیلم |
| ۲۰۲۱      | نشان ورزشی برای مبتدیان            | Sportabzeichen für Anfänger                     | فیلم تلویزیونی |
| ۲۰۲۱      | نیکو                               | نیکو                                            | نقش اصلی، برندهٔ دو جایزه فیلم باواریا و مکس افولز |
| ۲۰۲۱      | تماس پلیس ۱۱۰: سبینه               | Polizeiruf 110: Sabine                          | سری فیلم |
| ۲۰۲۱      | سه نفر از دفع زباله - عملیات میتای | Die Drei von der Müllabfuhr – Operation Miethai | |
| ۲۰۲۱      | صحنه جرم: آنکه مردد است، مرده‌است   | Tatort: Wer zögert, ist tot                     | |
| ۲۰۲۲      | عنکبوت مقدس                        | عنکبوت مقدس                                     | |

## جوایز
- ۲۰۲۱: جایزه مکس افولز جشنواره فیلم ۲۰۲۱: بهترین بازیگر جوان برای نیکو
- ۲۰۲۱: جایزه فیلم باواریا برای بهترین بازیگر زن جوان در نیکو[۲]